# Гуахира
Гуахѝра (на испански: La Guajira) е един от тридесет и двата департамента на южноамериканската държава Колумбия. Намира се в североизточната част на страната, където граничи с Карибско море и Венецуела. Департаментът е с население от 965 718 жители (към 30 юни 2020 г.) и обща площ от 20 622 км².

## Общини
Департамент Гуахира е разделен на 15 общини. Някои от тях са:
1. Албания
2. Баранкас
3. Ел Молино
4. Урумита